# Narodowy pomnik Stanów Zjednoczonych

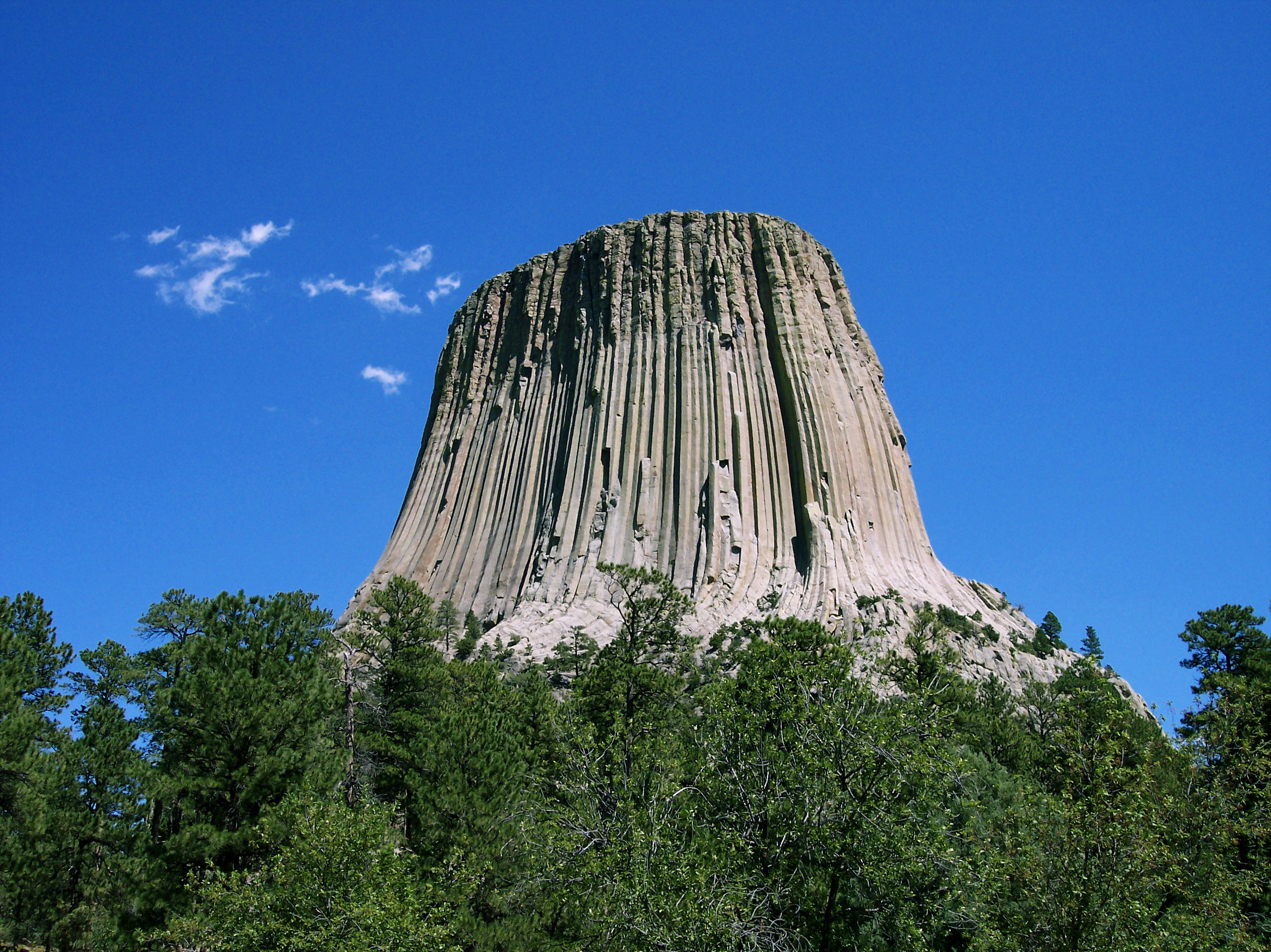
Devils Tower

Narodowy pomnik Stanów Zjednoczonych (ang. US National Monument) – obszar chroniony, który podobnie jak park narodowy regulowany jest przez prawo federalne. Decyzję o ich utworzeniu podejmuje prezydent Stanów Zjednoczonych, który na mocy ustawy z 1906 roku (tzw. Antiquities Act) ma prawo je samodzielnie ustanawiać. Sporadycznie także Kongres ustanawiał pomniki narodowe.
Podstawowe różnice pomiędzy parkiem narodowym a pomnikiem narodowym są następujące:
- Prezydent może wydać dekret o powstaniu bez aprobaty Kongresu.
- Przepisy często są mniej rygorystyczne niż w parkach narodowych.
- Pomniki otrzymują mniejszą ilość funduszy rządowych niż parki narodowe.
- Zazwyczaj chroniony jest tylko jeden obiekt, a nie wszystko co znajduje się w granicach obszaru.
- Urzędnicy często zezwalają na polowania w lasach obejmujących pomnik.

Pierwszym pomnikiem był szczyt Devils Tower w hrabstwie Crook stanu Wyoming. Prezydent Theodore Roosevelt uznał, że zanim parlament zdecyduje o utworzeniu parku narodowego, zostanie ona całkowicie zniszczona.

## Administracja
Opiekę sprawują następujące agendy federalne:
- Bureau of Land Management
- National Park Service
- United States Fish and Wildlife Service
- United States Forest Service

## Lista pomników narodowych Stanów Zjednoczonych
W czerwcu 2008 roku w Stanach Zjednoczonych znajdowało się 96 pomników narodowych. Najstarszym pomnikiem był Devils Tower National Monument ustanowiony 24 września 1906 roku, zaś najnowszym Papahānaumokuākea Marine National Monument ustanowiony 15 czerwca 2006 roku.